# San José de Alluriquín
San José de Alluriquín, oder kurz: Alluriquín, ist eine Ortschaft und eine Parroquia rural („ländliches Kirchspiel“) im Kanton Santo Domingo der ecuadorianischen Provinz Santo Domingo de los Tsáchilas. Die Parroquia besitzt eine Fläche von 664,7 km². Die Einwohnerzahl lag im Jahr 2010 bei 9725. Die Parroquia wurde am 29. Januar 1970 gegründet.

## Lage
Die Parroquia San José de Alluriquín liegt an der Westflanke der Cordillera Occidental im Osten der Provinz Santo Domingo de los Tsáchilas. Der 740 m hoch gelegene Hauptort San José de Alluriquín befindet sich am Südufer des nach Westen fließenden Río Toachi 20 km ostsüdöstlich der Provinzhauptstadt Santo Domingo de los Colorados. Die Fernstraße E20 von Santo Domingo nach Alóag im Andenhochtal von Ecuador führt an San José de Alluriquín vorbei. Die Parroquia reicht im Osten bis zu den westlichen Ausläufern der Anden mit Höhen von bis zu 1700 m.
Die Parroquia San José de Alluriquín grenzt im Osten an die in der Provinz Pichincha gelegenen Parroquias Lloa (Kanton Quito) und Manuel Cornejo Astorga (Kanton Mejía), im Südosten an die Parroquias Palo Quemado und Las Pampas (beide im Kanton Sigchos der Provinz Cotopaxi), im Süden an die Parroquia Santa María del Toachi, im Südwesten an die Parroquia El Esfuerzo sowie im Westen und im Norden an Santo Domingo de los Colorados.